# Dorsel

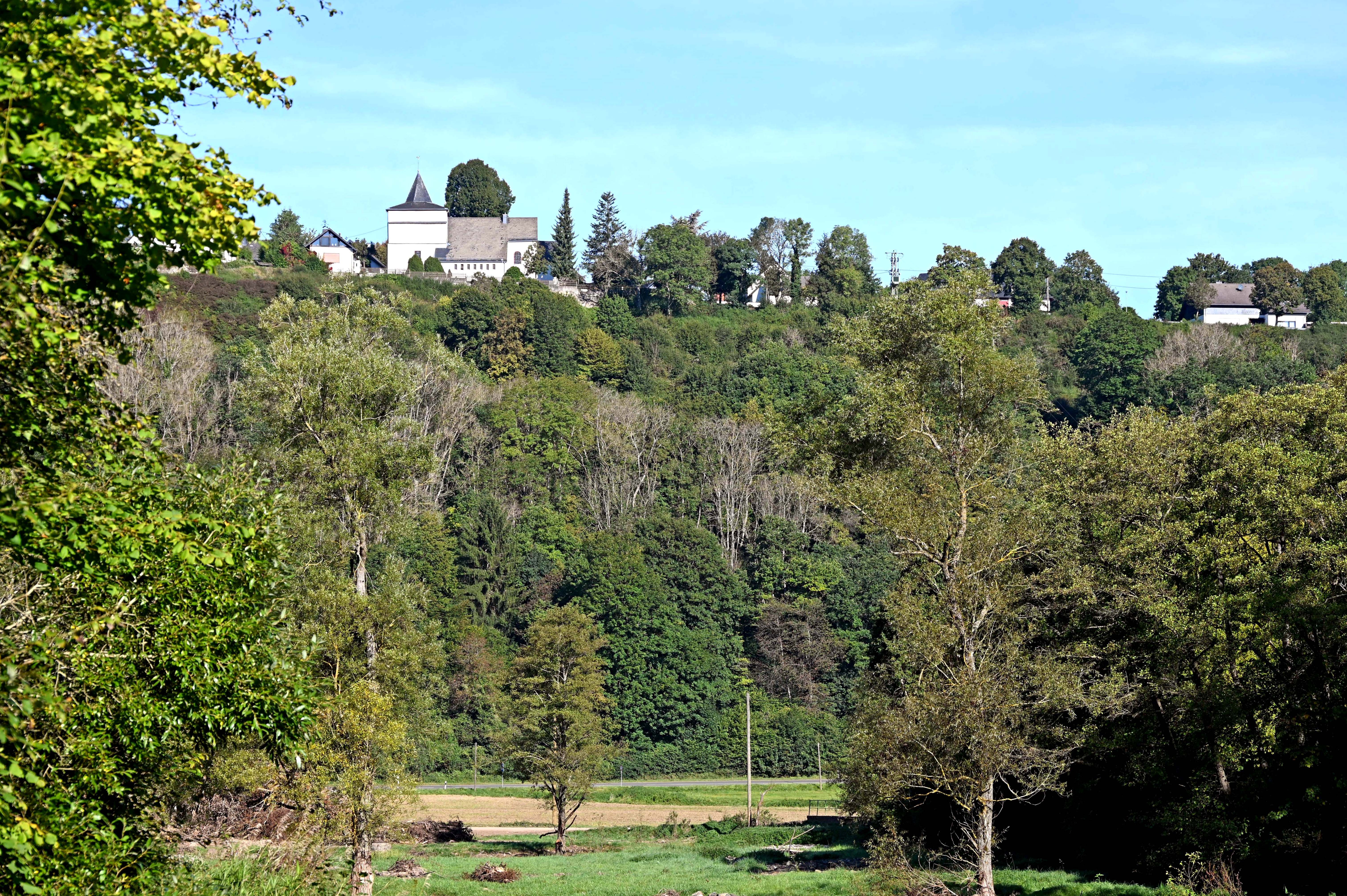
Dorsel, hoch über dem Ahrtal

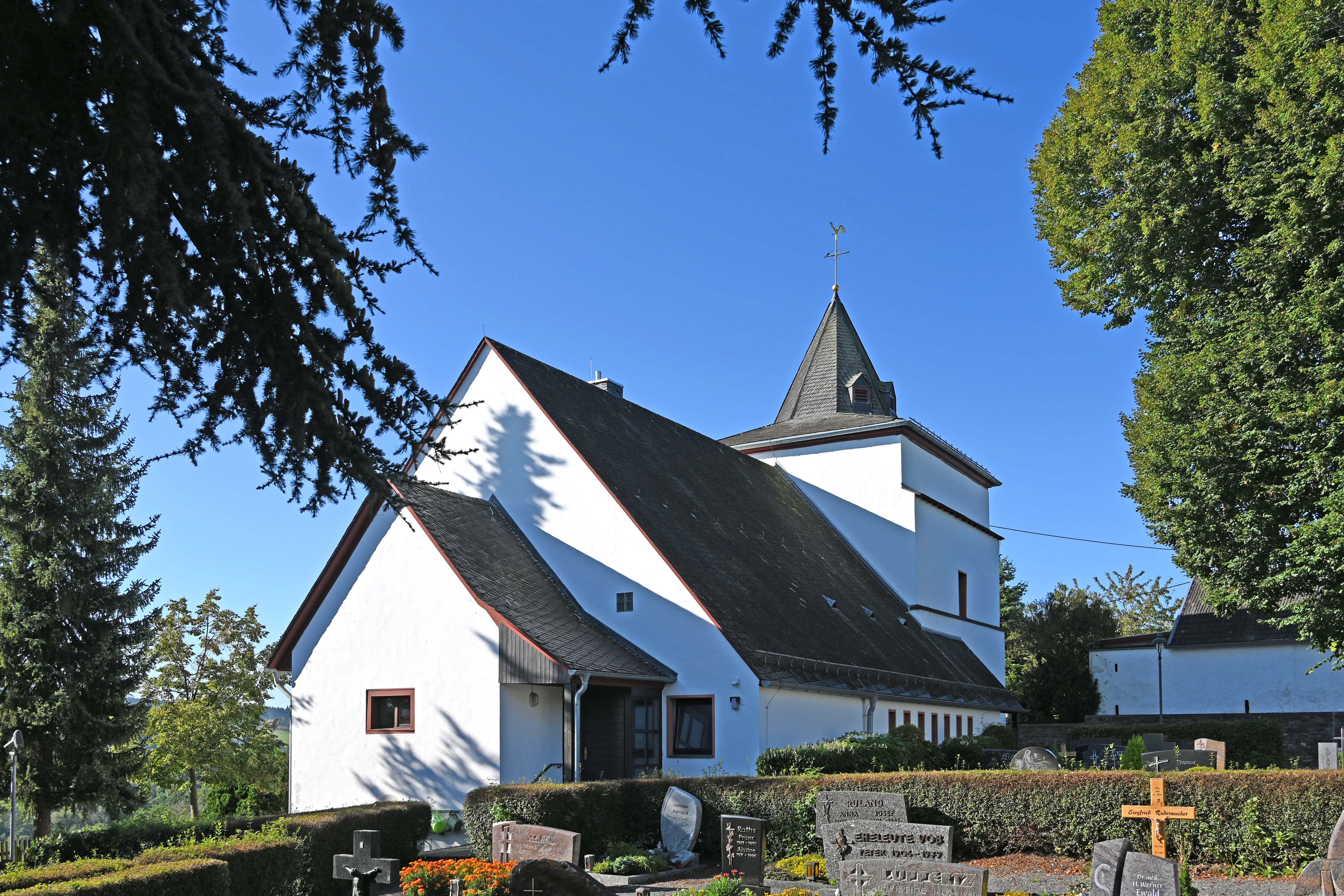
St. Sebastianus mit romanischem Turm

Dorsel ist eine Ortsgemeinde im südwestlichen Landkreis Ahrweiler in Rheinland-Pfalz. Sie gehört der Verbandsgemeinde Adenau an.

## Geographische Lage
Der Ort liegt in der Hocheifel im oberen Tal der Ahr, etwa 80 Kilometer südlich von Köln. Die westliche Gemeindegrenze bildet die Landesgrenze zwischen Rheinland-Pfalz und Nordrhein-Westfalen.
Zu Dorsel gehören auch die Wohnplätze Dorselermühle, Heidehöfe, Jagdhäuser und Stahlhütte.

## Geschichte
Der Ort wurde urkundlich erstmals um 1149 in dem Namen eines Heinrich von Dorsel erwähnt. Vom 13. bis zum Ende des 18. Jahrhunderts war Dorsel Teil des Herzogtums Arenberg.
Im Jahr 1794 hatten französische Revolutionstruppen das Linke Rheinufer besetzt. Unter der französischen Verwaltung gehörte Dorsel zum Kanton Adenau, der dem Rhein-Mosel-Departement zugeordnet war. Nach den auf dem Wiener Kongress geschlossenen Verträgen kam die Region, damit auch Dorsel, 1815 zum Königreich Preußen. Dorsel gehörte von 1816 an zur Bürgermeisterei Aremberg im Kreis Adenau, der Teil des Regierungsbezirks Coblenz und von 1822 an der Rheinprovinz war. 1932 wurde der Kreis Adenau aufgelöst und die Gemeinde Dorsel dem Kreis Ahrweiler zugeordnet. Seit 1946 gehört die Gemeinde zum Land Rheinland-Pfalz und seit 1970 der Verbandsgemeinde Adenau an.
Vom 17. Jahrhundert bis zum Ausblasen des Hochofens 1870 war zu Stahlhütte, im Ahrtal unterhalb Dorsel, eine Eisenhütte in Betrieb. 1972 wurde die Dorfschule geschlossen.
Bevölkerungsentwicklung
Die Entwicklung der Einwohnerzahl der Gemeinde Dorsel, die Werte von 1871 bis 1987 beruhen auf Volkszählungen:
| Jahr | Einwohner |
| 1815 | 288       |
| 1835 | 380       |
| 1871 | 352       |
| 1905 | 280       |
| 1939 | 265       |
| 1950 | 296       |

| Jahr | Einwohner |
| 1961 | 234       |
| 1970 | 236       |
| 1987 | 222       |
| 1997 | 201       |
| 2005 | 207       |
| 2023 | 177       |

## Politik

### Gemeinderat
Der Gemeinderat in Dorsel besteht aus sechs Ratsmitgliedern, die bei der Kommunalwahl am 9. Juni 2024 in einer Mehrheitswahl gewählt wurden, und dem ehrenamtlichen Ortsbürgermeister als Vorsitzendem.

### Bürgermeister
Günter Adrian ist Ortsbürgermeister von Dorsel. Bei der Direktwahl am 26. Mai 2019 wurde er mit einem Stimmenanteil von 80,51 % in seinem Amt bestätigt, bei der Direktwahl am 9. Juni 2024 setzte er sich mit 54,7 % gegen einen Mitbewerber durch und wurde damit für weitere fünf Jahre gewählt.

## Sehenswürdigkeiten
Das Ortsbild wird bestimmt von der Pfarrkirche St. Sebastian, die ab dem Jahr 1200 gebaut wurde.
Schutzpatrone von Dorsel sind der Hl. St. Sebastian und der heilige Rochus.
Siehe auch: Liste der Kulturdenkmäler in Dorsel

## Verkehr
Dorsel liegt unmittelbar an der geplanten Trasse für den Lückenschluss der Autobahn 1 zwischen Blankenheim und Daun.

## Persönlichkeiten
- Hermann von Laer (* 1945 in Dorsel), Ökonom und Hochschullehrer